# Aaron Burkart
Aaron Burkart (ur. 20 września 1982 w Singen) – niemiecki kierowca rajdowy. W swojej karierze zajmował 2. i 3. miejsce w serii Junior WRC.
Swój debiut rajdowy Burkart zaliczył w 2001 roku. W 2003 roku zadebiutował w rajdowych mistrzostwach świata. Pilotowany przez Andrégo Kachela i jadący Volkswagenem Polo GTI nie ukończył wówczas Rajdu Niemiec z powodu awarii wału napędowego. W 2006 roku rozpoczął starty w serii Junior WRC i startował samochodem Citroën C2 S1600. W 2008 roku zajął 2. miejsce w Junior WRC w klasyfikacji generalnej za Francuzem Sébastienem Ogierem, jednak nie wygrał żadnego rajdu w serii. W 2009 roku był trzeci w Junior WRC za Czechem Martinem Prokopem i Polakiem Michałem Kościuszką. W Rajdzie Irlandii odniósł pierwsze zwycięstwo w Junior WRC. W 2010 roku został członkiem teamu Suzuki Sports Europe i rozpoczął starty Suzuki Swiftem S1600. W Rajdzie Turcji był 10. w klasyfikacji generalnej i zdobył swój pierwszy punkt w mistrzostwach świata w karierze.
W latach 2002–2004 Burkart występował w ADAC Rallye Junior Cup. W 2004 roku wywalczył mistrzostwo w klasie Super 1600.

## Występy w mistrzostwach świata
| Sezon | Zespół                          | Samochód                                                        | 1       | 2        | 3          | 4             | 5             | 6         | 7        | 8         | 9         | 10        | 11            | 12              | 13              | 14              | 15              | 16              | Punkty | Miejsce |
| ----- | ------------------------------- | --------------------------------------------------------------- | ------- | -------- | ---------- | ------------- | ------------- | --------- | -------- | --------- | --------- | --------- | ------------- | --------------- | --------------- | --------------- | --------------- | --------------- | ------ | ------- |
| 2003  | Deutsches Junior Rallye Team    | Volkswagen Polo GTI                                             | Monako  | Szwecja  | Turcja     | Nowa Zelandia | Argentyna     | Grecja    | Cypr     | NU        | Finlandia | Australia | Włochy        | Francja         | Hiszpania       | Wielka Brytania |                 |                 | 0      | -       |
| 2004  | Deutsches Junior Rallye Team    | Peugeot 106 S16                                                 | Monako  | Szwecja  | Meksyk     | Nowa Zelandia | Cypr          | Grecja    | Turcja   | Argentyna | Finlandia | NU        | Japonia       | Wielka Brytania | Włochy          | Francja         | Hiszpania       | Australia       | 0      | -       |
| 2005  | Deutsches Junior Rallye Team    | Citroën Saxo VTS S1600                                          | Monako  | Szwecja  | Meksyk     | Nowa Zelandia | 37            | Cypr      | Turcja   | Grecja    | Argentyna | Finlandia | NU            | Wielka Brytania | Japonia         | Francja         | Hiszpania       | Australia       | 0      | -       |
| 2006  | Aaron Burkart                   | Citroën Saxo VTS S1600 Citroën C2 S1600 Mitsubishi Lancer Evo 9 | NU      | Szwecja  | Meksyk     | NU            | 27            | Argentyna | 23       | Grecja    | 23        | Finlandia | Japonia       | NU              | 31              | Australia       | Nowa Zelandia   | 24              | 0      | -       |
| 2007  | Aaron Burkart                   | Citroën C2 S1600                                                | Monako  | Szwecja  | 38         | Meksyk        | Portugalia    | Argentyna | 18       | Grecja    | 57        | 20        | Nowa Zelandia | 30              | 25              | Japonia         | Irlandia        | Wielka Brytania | 0      | -       |
| 2008  | Aaron Burkart                   | Citroën C2 S1600                                                | Monako  | Szwecja  | 12         | Argentyna     | Jordania      | 19        | Grecja   | Turcja    | 28        | 23        | Nowa Zelandia | 20              | 26              | Japonia         | Wielka Brytania |                 | 0      | -       |
| 2009  | Aaron Burkart                   | Suzuki Swift S1600 Citroën C4 WRC                               | 16      | Norwegia | 21         | Portugalia    | 15            | 17        | Grecja   | Polska    | 19        | Australia | 37            | 12              |                 |                 |                 |                 | 0      | -       |
| 2010  | Suzuki Sports Europe            | Suzuki Swift S1600                                              | Szwecja | Meksyk   | Jordania   | 10            | Nowa Zelandia | 32        | Bułgaria | Finlandia | 26        | Japonia   | 36            | 26              | Wielka Brytania |                 |                 |                 | 1      | 26.     |
| 2011  | Stobart M-Sport Ford Rally Team | Ford Fiesta RS WRC Ford Fiesta S2000                            | Szwecja | Meksyk   | Portugalia | Jordania      | Włochy        | Argentyna | Grecja   | Finlandia | 23        | Australia | Francja       | 19              | Wielka Brytania |                 |                 |                 | 0      | -       |